# Ожогіна
Ожогіна (якут. Одьуогун) — річка в Якутії, ліва притока Колими.
Довжина річки — 523 км, площа водозбірного басейну — 24 300 км². Є 3-ю за довжиною (після Омолону та Седедеми) і 8-ю за площею басейну притокою Колими.
Названа за іменем російського землепрохідця Івана Ожоги (Ожеги), який загинув на річці в XVII ст.

## Гідрографія
Утворюється злиттям двох річок: Сулаккан і Делькю, витоки яких розташовані на північних схилах Момського хребта.
Місце злиття розташоване в глибоко врізаній долині, що має круті осипні схили. Нижче за течією ширина долини починає різко зростати, а глибина її врізу зменшується; ширина русла збільшується до 50 м. Днище долини являє собою велику заболочену заплаву з безліччю старичних озер. Річка протікає Ожогінським долом на схід, єдиним, дуже звивистим руслом. Перекатів практично немає, багато глибоких плес. Ширина в пониззі сягає 300 м. Глибина русла змінюється від 0,7 до 12 м, швидкість течії — від 0,3 до 1,4 м/с.
У басейні Ожогіної понад 2800 озер. Долина річки покрита рідкостійною модринною тайгою.

## Гідрологія
Живлення дощове і снігове. Замерзає в жовтні, взимку перемерзає; скресає в травні. Повінь із третьої декади травня по червень, яка змінюється високою літньо-осінньої меженню, що переривається дощовими паводками.
Каламутність і мінералізація води незначні. За якістю вода відповідає умовно чистій.

## Стік
У зимову межень мінімальний рівень і витрата води. Середньобагаторічна витрата води в гирлі річки становить 170 м³/с, обсяг стоку 5,365 км³/рік.

## Господарське використання
Річка судноплавна для маломірних суден з осадкою 0,6-0,8 м на нижніх 250 км. Ожогіна використовується для організації туристичного сплаву.

## Скресання річки
У довіднику з гідрографії СРСР (1954) наведено свідчення вченого Б. В. Зонова про процес скресання річки Ожогіна.
Із настанням теплих днів і початком весняного сніготанення на поверхні криги річки Ожогіної з'явились невеликі скупчення води, що ночами вкривалися тонкою коркою криги. Але власне крижаний покров зберігався ще без змін. Увечері 11 травня всі присутні в таборі експедиції були вражені дивним шумом, що доносився зверху за течією річки і прогресивно посилювався. Після виходу на берег нам здалося таке видовище. З-за повороту ріки поволі повз вал води, що рухався потужним потоком поверх крижаного покриву. При наближенні цього валу до ополонок поперечного створу, в якому проводилися заміри глибин на плесі, лід зазнав сильного прогину під вагою мас води, що насувалися, і всі ополонки протягом декількох секунд сильно фонтанували до півметрової висоти.

Невеликі за товщиною покришки з криги, що утворилися в ополонках після здійснення промірів, при цьому насування води пробками вилітали в повітря. При виході потоку на промерзлий перекат такого прогину, звичайно, не вийшло, але зате водний потік, що поглибився над плесом, трохи уповільнив свій рух, як би перекидаючись через неподатливий гребінь перекату. Це йшла «верхова» вода, що скупчилася вище за течією в гірській частині річки, за 50-60 км від місцевості Марингатталах (попередні дні відбувалося сильне танення), і до вечора 11 травня потік талих вод поверхнею крижаного покриву докотився до нашого пункту. Рівень води в річці відразу піднявся на 207 см. Весь цей процес бурхливого заповнення і пожвавлення промерзлого «мертвого» русла Ожогіна надзвичайно нагадує описи заповнення зливовими водами сухих долин (уаді) пустельних районів Африки.
У найближчу ніч цей поверхневий потік, маючи злегка ослаблені швидкості, покрився свіжою, молодою кригою, яка, завдяки похолоданню, що настало, збереглася протягом 4 днів, витримуючи вагу людину. Таким чином, кілька днів на річці був двох'ярусний крижаний покрив із двома прошарками води — нижнім нерухомим, укладеним в непроточних водоймах між суміжними перекатами, і верхнім текучим — над зимовим покривом.

Подальше танення і прибування води зруйнувало весняний покрив, слідом за яким під отеплювальною дією води зверху почав руйнуватися і зимовий покрив, відділяючись від берегів і спливаючи на поверхню великими ділянками. 26 травня розпочався суцільний хід зимового льоду, що рухався великими полями з частими заторами і торошінням на берегах.

## Притоки
Об'єкти перераховані за порядком від гирла до витоку.
- 6 км: Хоска
- 68 км: Бугуях-Сиене
- 110 км: Камиыка
- 134 км: річка без назви
- 149 км: Кьонкьо-Сиєне
- 180 км: водотік протока без назви
- 192 км: річка без назви
- 207 км: Силяп
- 249 км: Дойди
- 262 км: Арга-Юрях
- 294 км: Кинрайдах
- 315 км: річка без назви
- 321 км: річка без назви
- 349 км: Чьочьолюгюн
- 381 км: річка без назви
- 385 км: річка без назви
- 406 км: Чакирдах
- 419 км: річка без назви
- 427 км: Тирехтях
- 434 км: Бургалі
- 517 км: річка без назви
- 523 км: Делькю
- 523 км: Сулаккан

## посилання
- Ожогина // Словарь современных географических названий / Рус. геогр. о-во. Моск. центр; Под общ. ред. акад. В. М. Котлякова. Институт географии РАН. — Екатеринбург: У-Фактория, 2006.